# Caryota albertii
Caryota albertii là loài thực vật có hoa thuộc họ Arecaceae. Loài này được F.Muell. ex H.Wendl. mô tả khoa học đầu tiên năm 1875.